# Saturn S-Series
Saturn S-Series – samochód osobowy klasy kompaktowej produkowany pod amerykańską marką Saturn w latach 1990–2002.

## Pierwsza generacja

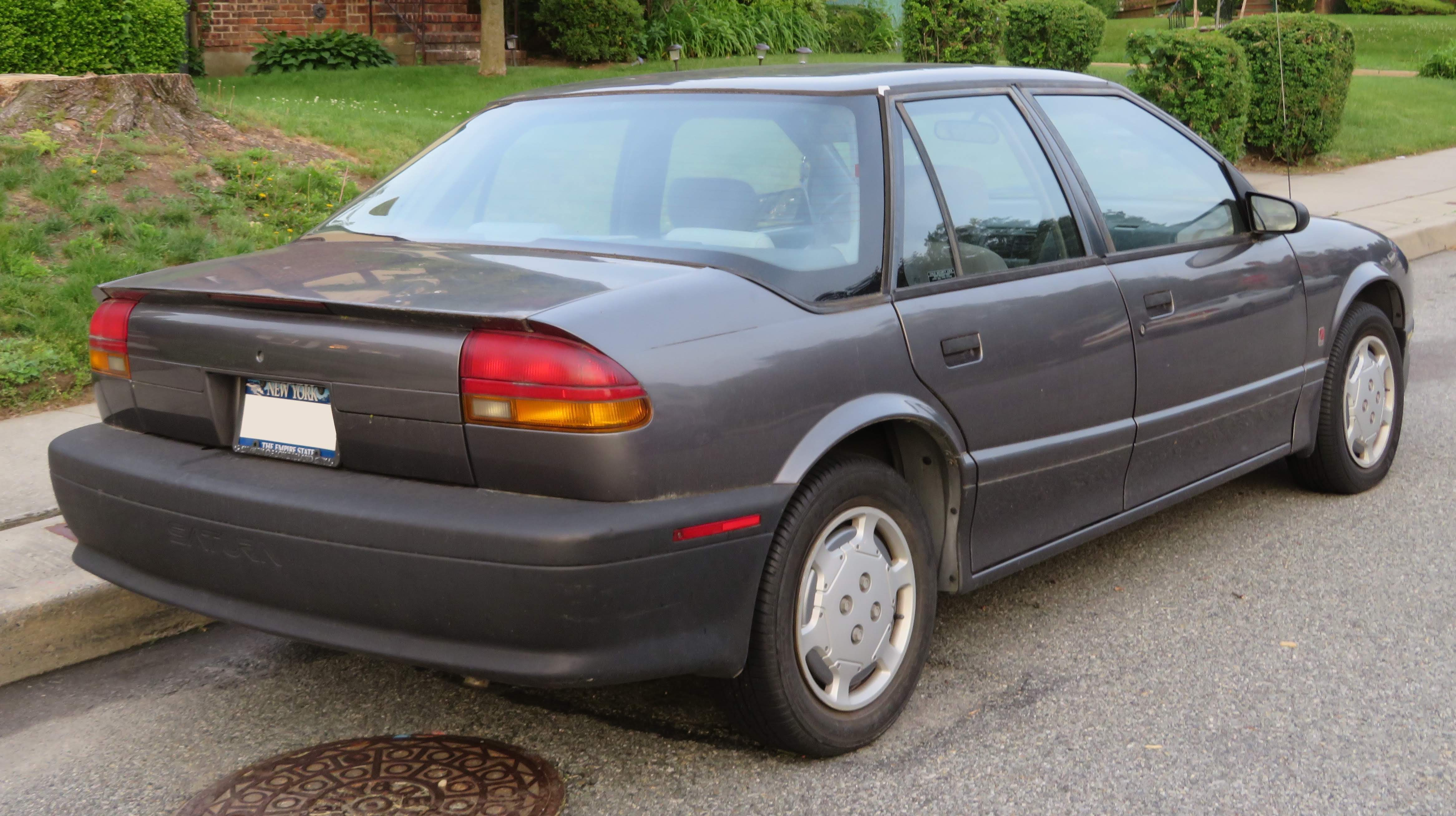
Saturn SL I - tył

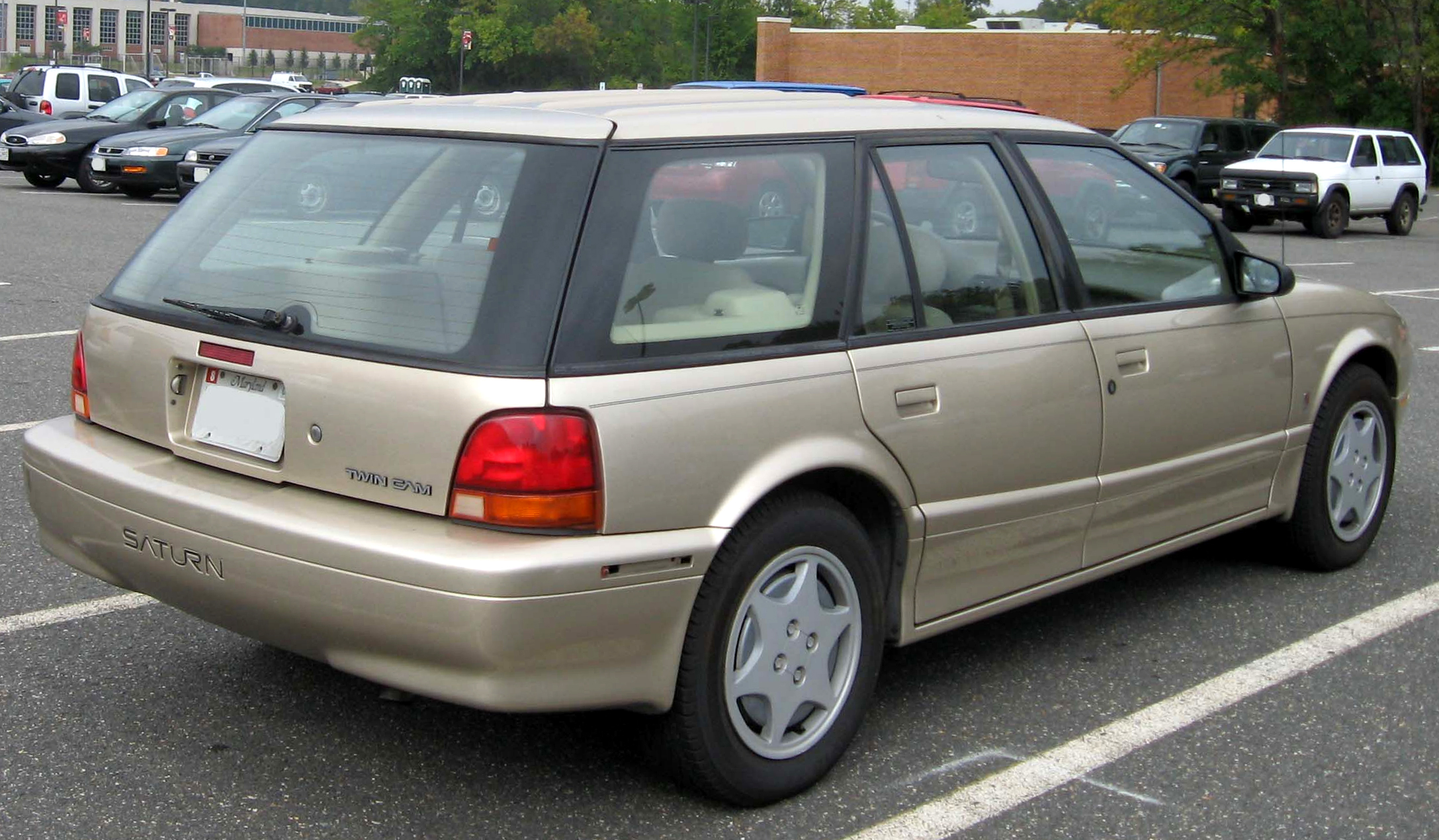
Saturn SW I

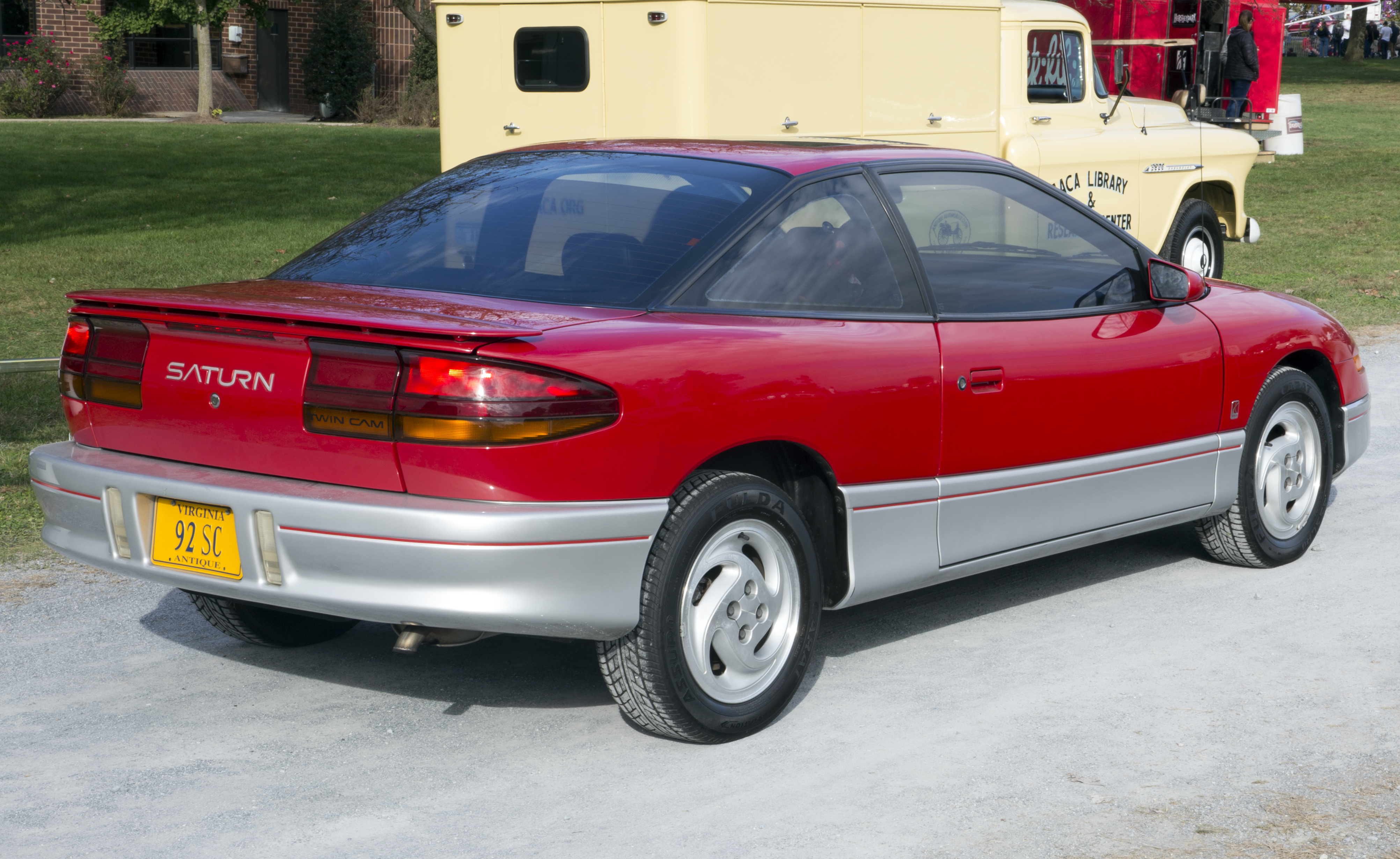
Saturn SC I

Saturn S-Series I został zaprezentowany po raz pierwszy w 1990 roku.
Model S-Series poszerzył ofertę nowo powstałej marki Saturn jako pierwszy seryjnie produkowany model tej firmy. Samochód był początkowo dostępny w 4-drzwiowej wersji sedan (SL) i 2-drzwiowej coupé (SC), przy czym obie wersje znacząco różniły się stylistyką nadwozia. W 1993 roku zaprezentowano 5-drzwiowe kombi SW, bazujące na wersji SL.
Pojazd oferowany był z silnikami benzynowymi R4 o pojemności 1,9 l i mocy 85 KM lub 124 KM. W 1995 roku słabsza jednostka została zastąpiona silnikiem o tej samej pojemności i mocy 100 KM. Samochód wyposażony był w 5-biegową ręczną skrzynię biegów lub 4-biegową automatyczną. Napędzana była przednia oś pojazdu. Samochód oferowany był w dwóch wersjach wyposażeniowych, oznaczanych liczbami 1 i 2 (SL1, SL2, SW1, SW2, SC1, SC2). Wersje SC1 i SC2 różniły się dodatkowo stylistyką nadwozia.

### Silniki
- L4 1.9l LK0
- L4 1.9l L24
- L4 1.9l LL0

## Druga generacja

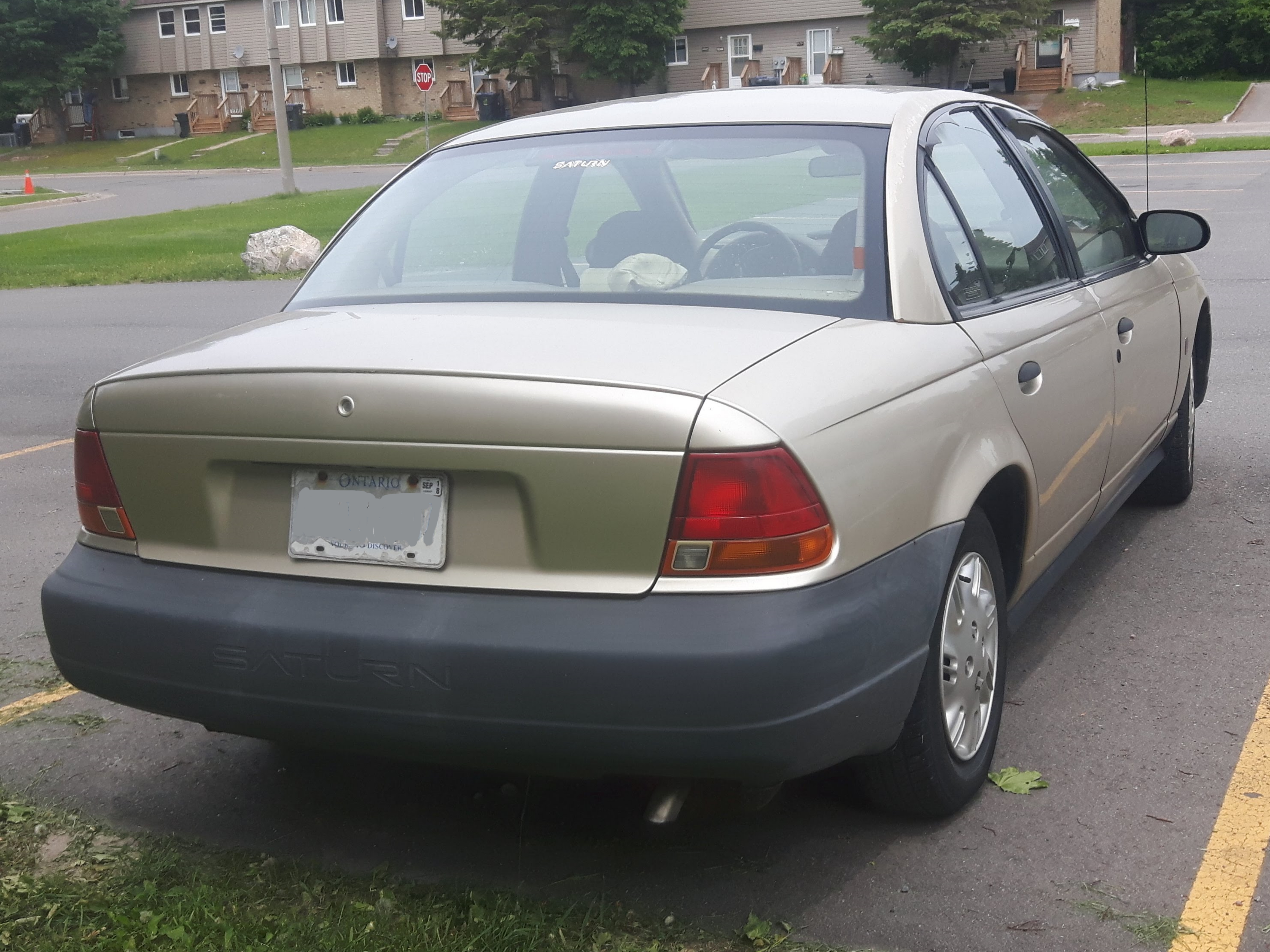
Saturn SL II - tył

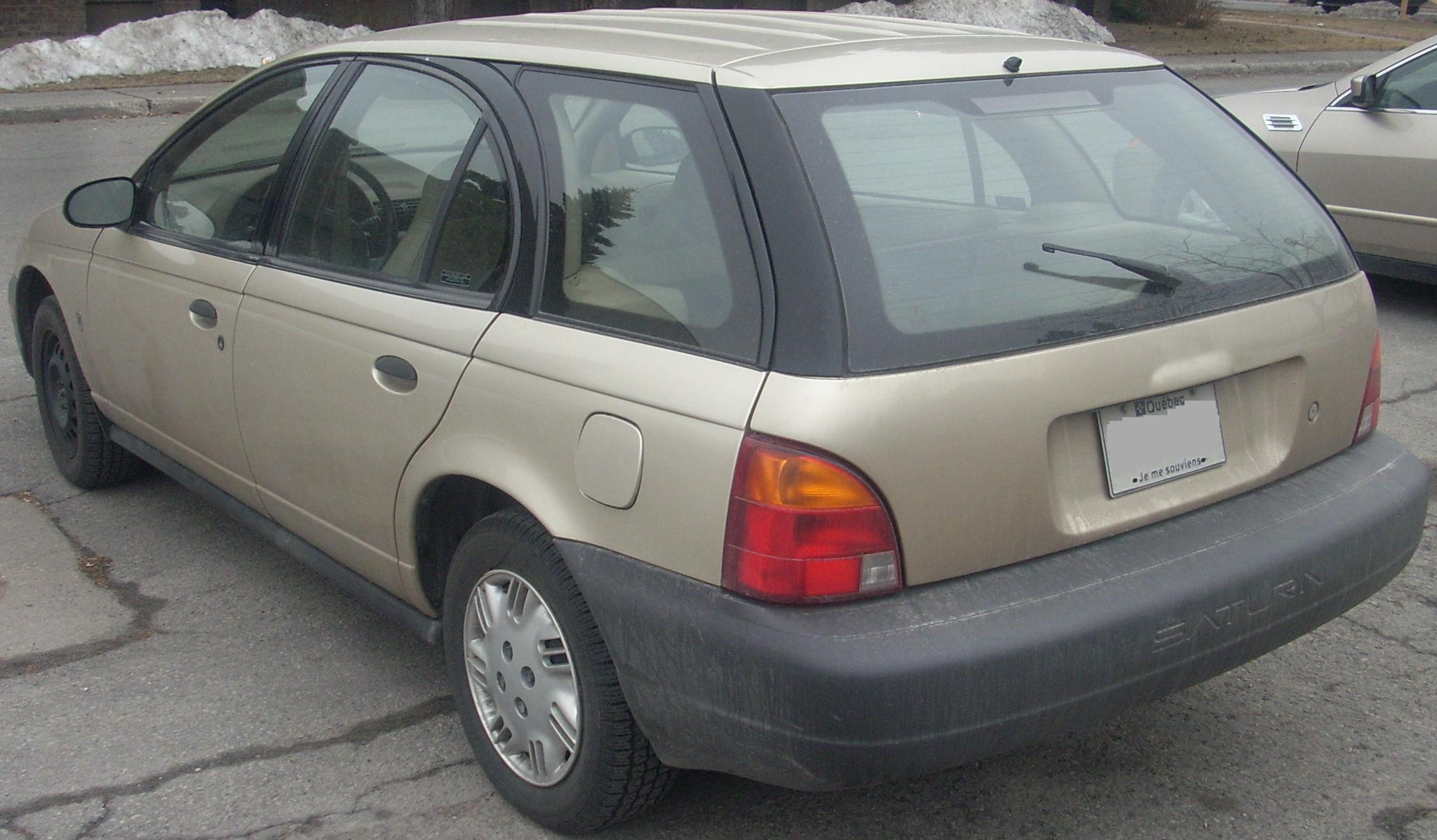
Saturn SW II

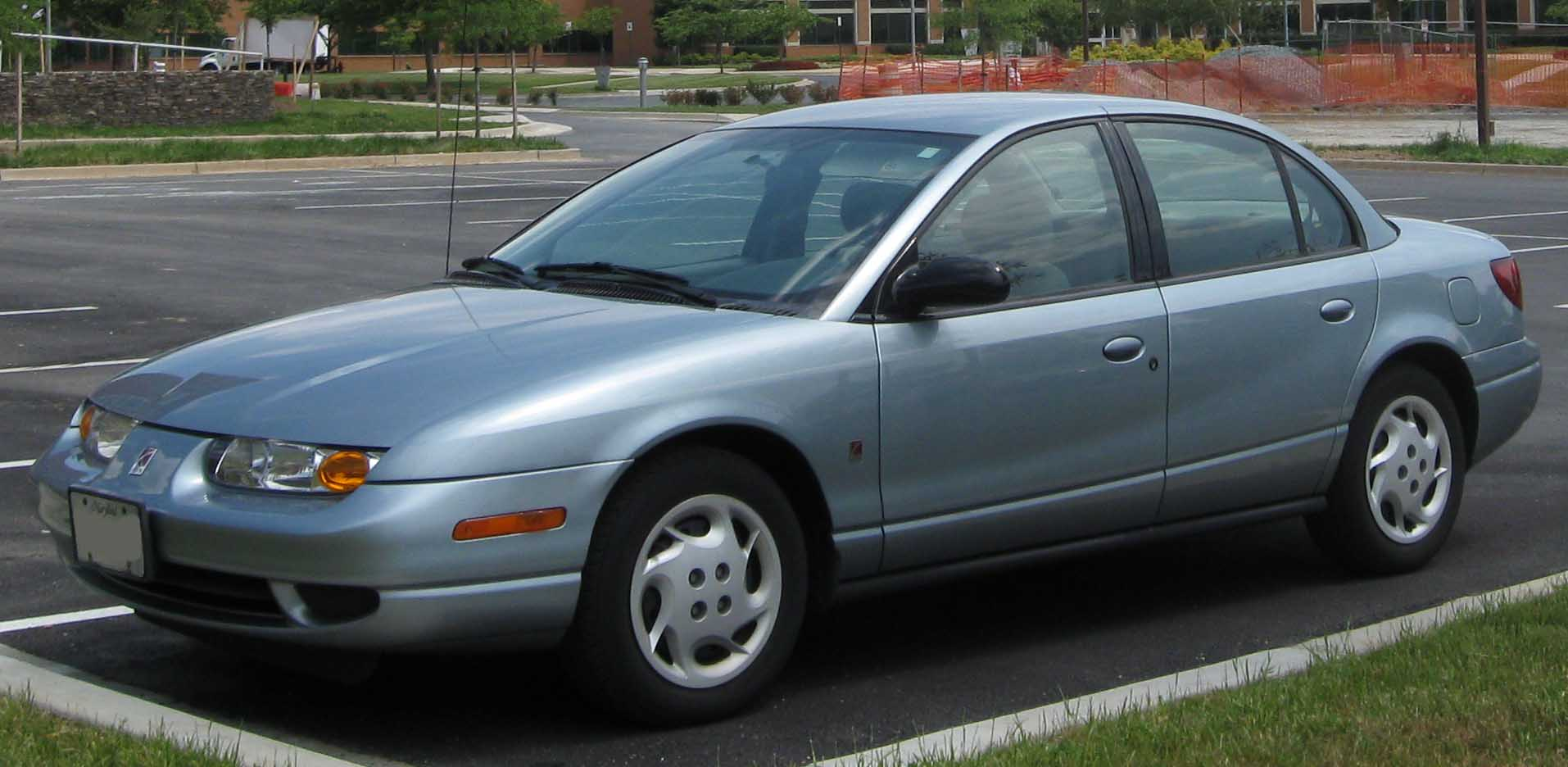
Saturn SL II po liftingu

Saturn S-Series II został zaprezentowany po raz pierwszy w 1995 roku.
Saturn S-Series drugiej generacji zadebiutował w 1996 roku, początkowo w wersjach sedan (SL) i kombi (SW). Nowa wersja coupé (SC) zaprezentowana została rok później. W odróżnieniu od poprzednika wersja SC wykorzystywała płytę podłogową wspólną z wersjami SL i SW, została też ujednolicona stylistycznie. Od 1999 roku wersja coupé posiadała dodatkowe niewielki drzwi umieszczone za drzwiami kierowcy, otwierane do tyłu, ułatwiające dostęp do tylnych siedzeń.

### Lifting
W 2000 roku Saturn przeprowadził gruntowną modernizację modeli S-Series drugiej generacji, która pomimo skromnego zakresu obejmującego inny kształt przednich lamp i nowe wzory zderzaków, nazywana była w Ameryce Północnej trzecią generacją. Pod tą postacią model był produkowany przez kolejne 2 lata, kiedy to zastąpił go nowy model Ion.

### Silniki
- L4 1.9l L24
- L4 1.9l LL0